# Doloplazy (Neveklov)
Doloplazy (Duits: Dolloplaß of Dolloplaß in Böhmen) is een Tsjechische plaats in de gemeente Neveklov, regio Midden-Bohemen, en maakt deel uit van het district Benešov. Het dorp ligt op 4 kilometer afstand van Neveklov.
Doloplazy telt 1 inwoner (2021).

## Geografie
Doloplazy ligt nabij het Mnichovecmeer.

## Geschiedenis
De eerste schriftelijke vermelding van het dorp dateert van 1495.
Tijdens de Tweede Wereldoorlog was het dorp onderdeel van het SS-oefenterrein Benešov. Hierdoor moesten de inwoners op 31 december 1943 hun huizen noodgedwongen verlaten. Sinds 1945 is Doloplazy volledig ondergebracht bij het district Benešov.

## Verkeer en vervoer

### Autowegen
Er leidt een regionale weg naar het dorp.

### Spoorlijnen
Er is geen station in Doloplazy. Het dichtstbijzijnde station is in Bystřice, op zo'n 7,5 kilometer afstand. Dat station ligt aan spoorlijn 220 van Praag naar Tábor.

### Buslijnen
Er zijn twee bushaltes in/bij het dorp:
| Halte               | Lijn(en) | Traject(en)                        | Vervoerder(s)     |
| ------------------- | -------- | ---------------------------------- | ----------------- |
| Neveklov, Doloplazy | 754 755  | Benešov - Příbram Benešov - Rabyně | ZDAR CŠAD Benešov |

## Galerij

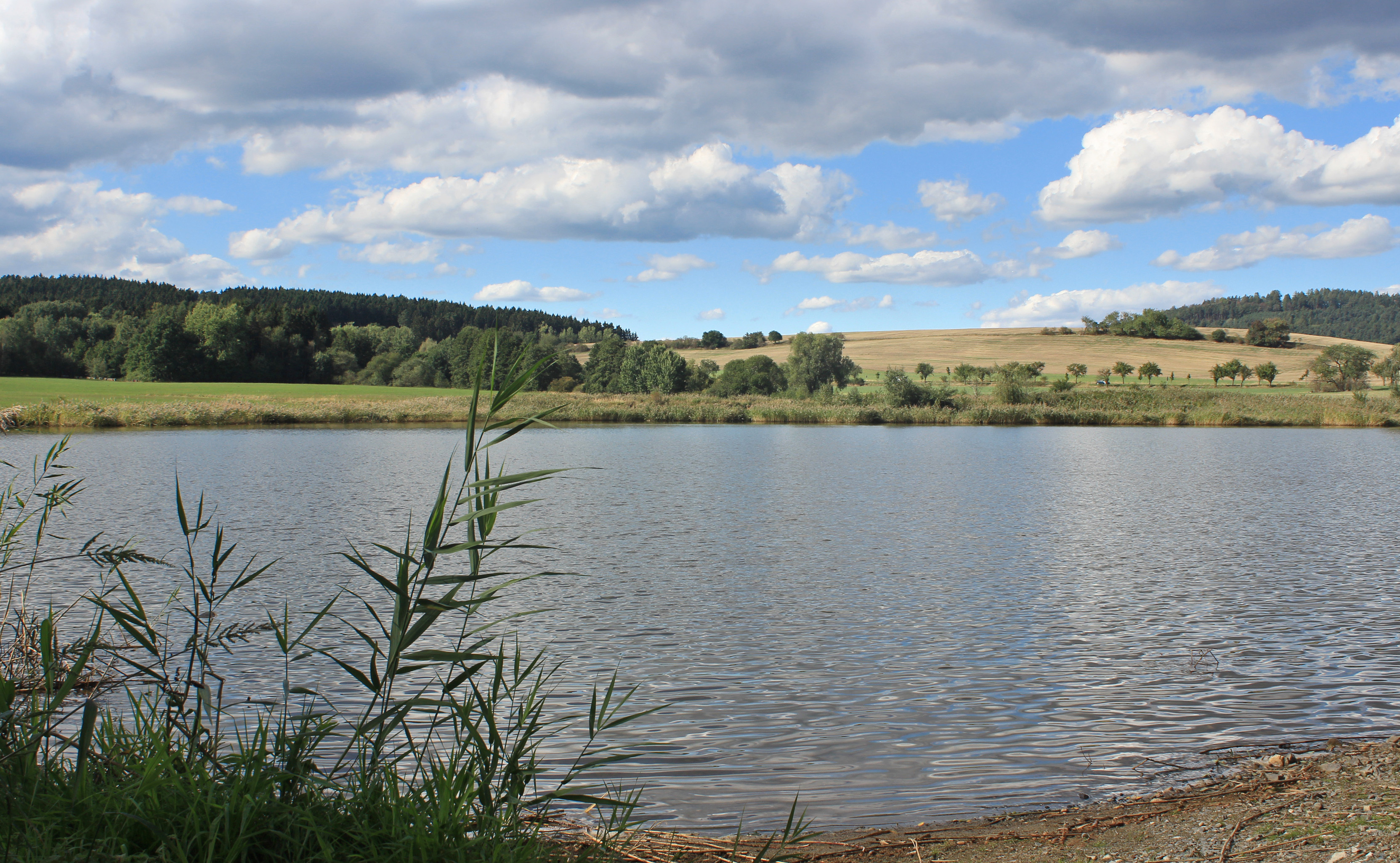
Mnichovecmeer (2015)